# Vitvråk
Vitvråk (Pseudastur albicollis) är en fågel i familjen hökar inom ordningen hökfåglar.

## Utseende och läte
Vitvråken är en spektakulärt tecknad vråk med relativt breda vingar och kort stjärt. Fjäderdräkten är helvit med svarta vingspetsar och ett svart stjärtband. Ungfågeln har mer svart på vingarna, liksom adulta fåglar i södra Centralamerika. Karakteristiskt är också mörka ögon och ljust gråaktigt vid näbbroten, där de flesta andra vråkar är gula.

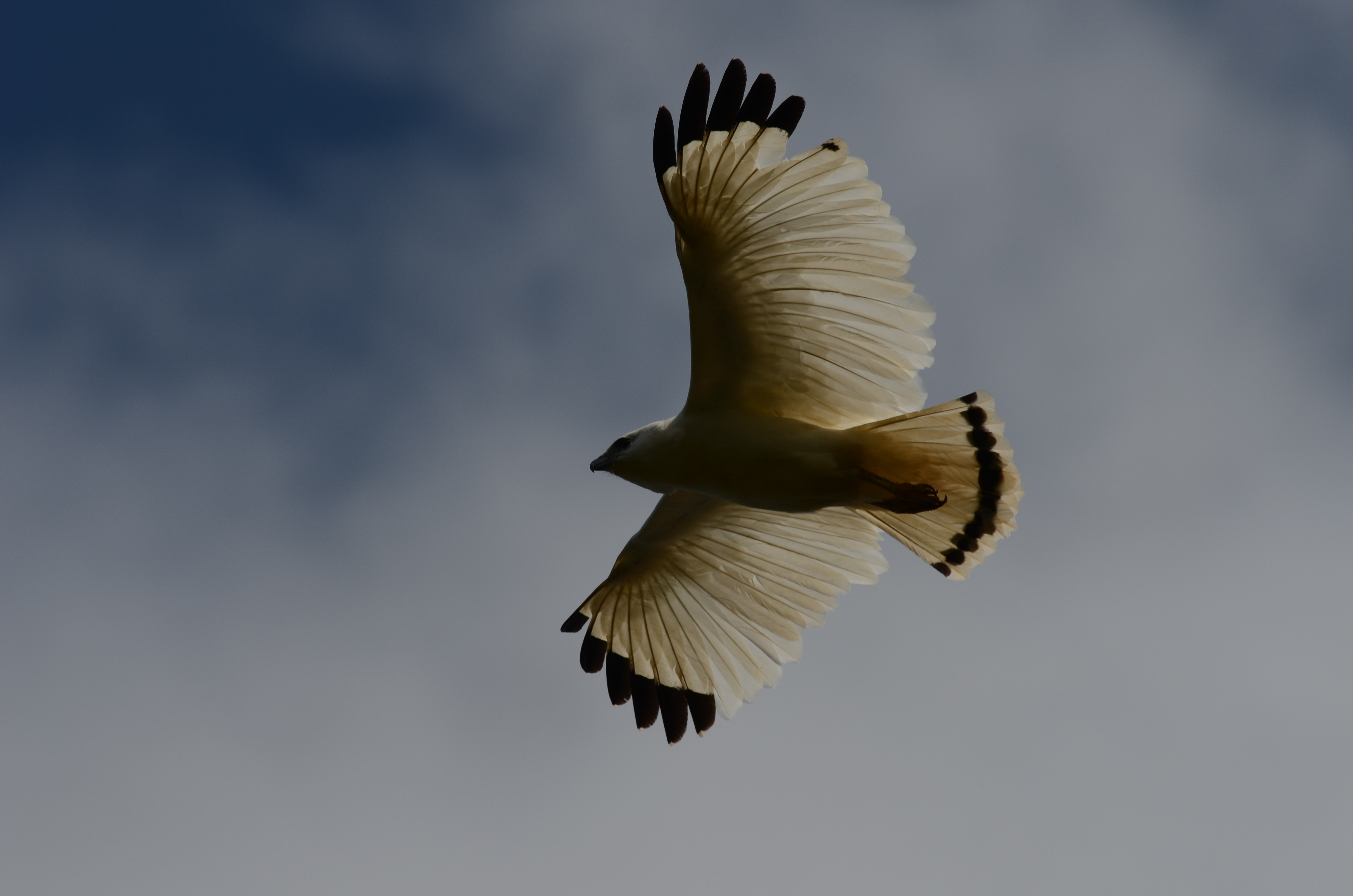

## Utbredning och systematik
Vitvråken förekommer i Centramerika och nordöstra Sydamerika. Den delas upp i fyra underarter med följande utbredning:
- Pseudastur albicollis ghiesbreghti - förekommer i skogar från södra Mexiko till Guatemala och Belize
- Pseudastur albicollis costaricensis - förekommer från Honduras till Panama och västra Colombia
- Pseudastur albicollis williaminae - förekommer från nordvästra Colombia till nordvästligaste Venezuela
- Pseudastur albicollis albicollis - förekommer i fuktiga skogar i Guyanaregionen och Amazonbäckenet samt på Trinidad

Vitvråk placerades tidigare i släktet Leucopternis, men genetiska studier visar att den tillsammans med gråryggig vråk och mantelvråk bör placeras i Pseudastur.

## Levnadssätt
Vitvråken hittas i tropiska låglänta skogar. Den ses vanligen kretsflyga på morgnarna eller sitta tyst på en gren uppe i trädtaket.

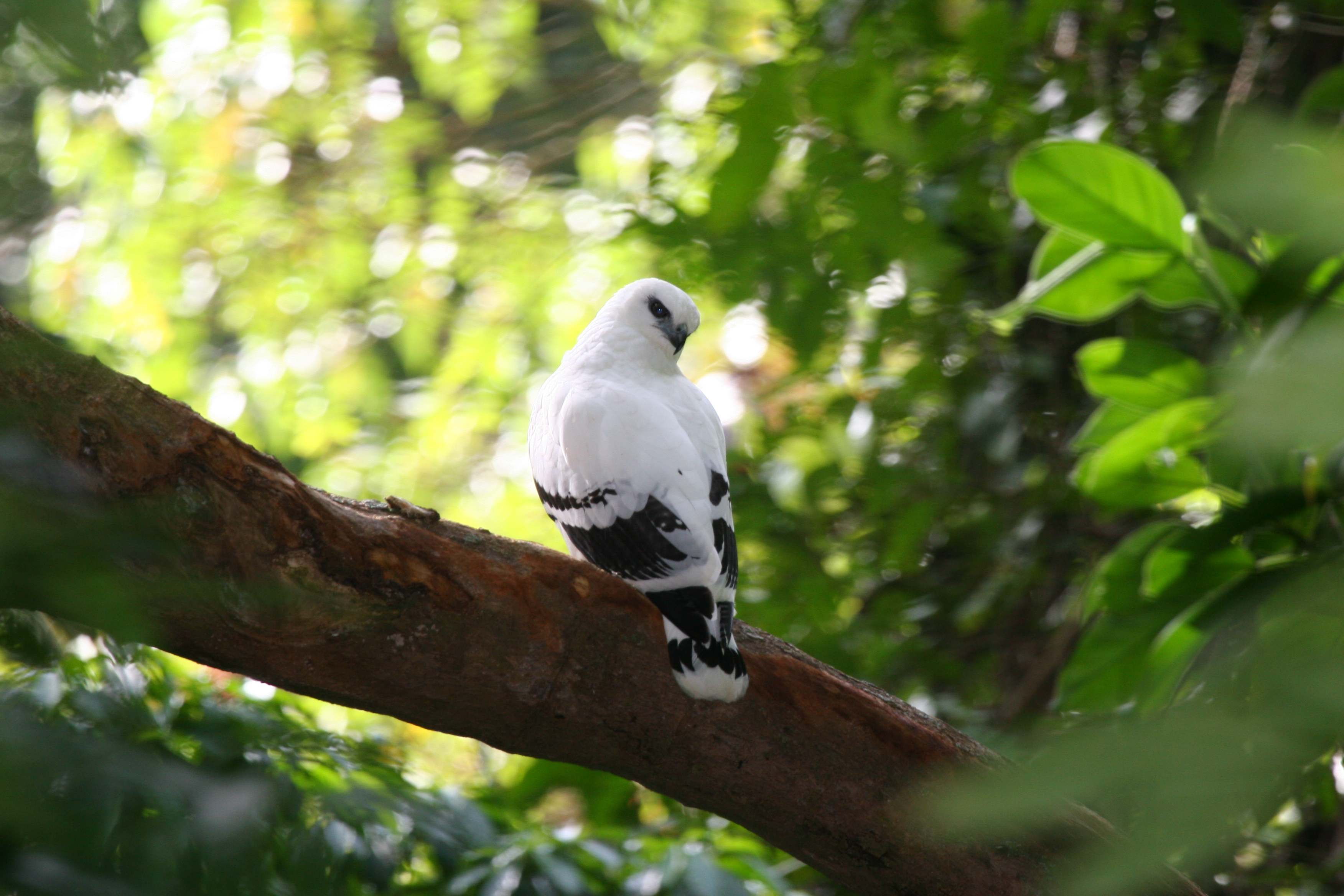

## Status och hot
Arten har ett stort utbredningsområde och en stor population, men tros minska i antal, dock inte tillräckligt kraftigt för att den ska betraktas som hotad. IUCN kategoriserar därför arten som livskraftig (LC). Världspopulationen uppskattas till i storleksordningen 50 000 till en halv miljon vuxna individer..